# 佐藤慎一郎
佐藤 慎一郎（さとう しんいちろう、1905年3月 - 1999年10月25日）は、日本の中国史学者。拓殖大学教授を歴任。

## 生涯
青森県弘前市出身。1924年青森県師範学校卒、1925年水師営公学堂勤務、1928年大連土佐町公学堂勤務、1932年満洲国民生部総務司勤務、1937年満洲国大同学院勤務、1940年満洲国総務庁企画処勤務、1942年総務庁参事官。
1947年帰国。1959年拓殖大学海外事情研究所勤務、1966年商学部教授。1975年定年。

## 著書
- 『満洲及満洲人』満洲事情案内所 1940
- 『最近の中共中国政治事情 いわゆる矛盾とその対策について』宏池會 1957
- 『新中国の命運をかけた人民公社』鋼書房 1959
- 『農業生産合作社の組織構造』アジア経済研究所 1963
- 『人民公社の組織構造』アジア経済研究所 1964
- 『中国大陸の農村と農民から「中国」を見る 老百姓よ、今いずこ』大湊書房 1985
- 『佐藤慎一郎著作集 第1巻 汨羅の淵に佇んで中国の激動史を見る 中華人民共和国誕生の陣痛』大湊書房 1985
- 『佐藤慎一郎選集』佐藤慎一郎選集刊行会 1994
- 『大観園の解剖 漢民族社会実態調査』鳥村和彦編 原書房 2002

共編
- 『現代の世界 地域研究講座 第3 東アジア』衛藤瀋吉、宮下忠雄共編 ダイヤモンド社 1970